# Freihung
Freihung est une commune de Bavière (Allemagne), située dans l'arrondissement d'Amberg-Sulzbach, dans le district du Haut-Palatinat.

## Personnalité
- Johannes Stark, (1874-1957), physicien, prix Nobel de physique en 1919.